# Camille Quinet
Camille Quinet ( 1879 - 1961 ), mais conhecido sob o nome de Chanoine Quinet, foi sucessivamente sacerdote da diocese de Reims (ordenado em 1904), até então da diocese de Paris, cânone honorário (1933), inspetor de educação religiosa na diocese de Paris (em 1928 e em 1935),e secretário administrativo da Comissão Nacional de Educação Religiosa (de 1942). 
Ele é famoso por seu Catecismo para uso das dioceses da França co-escrito com Canon Boyer em 1941, que abalou toda uma geração de católicos de língua francesa, até depois do Concílio Vaticano II. 